# Khalaf ibn Ahmad
Pour les articles homonymes, voir Ahmad.
 (mai 2025).
La mise en forme du texte ne suit pas les recommandations de Wikipédia : il faut le « wikifier ».
Les points d'amélioration suivants sont les cas les plus fréquents :
- Les titres sont pré-formatés par le logiciel. Ils ne sont ni en capitales, ni en gras.
- Le texte ne doit pas être écrit en capitales (les noms de famille non plus), ni en gras, ni en italique, ni en « petit »…
- Le gras n'est utilisé que pour surligner le titre de l'article dans l'introduction, une seule fois.
- L'italique est rarement utilisé : mots en langue étrangère, titres d'œuvres, noms de bateaux, etc.
- Les citations ne sont pas en italique mais en corps de texte normal. Elles sont entourées par des guillemets français : « et ».
- Les listes à puces sont à éviter, des paragraphes rédigés étant largement préférés. Les tableaux sont à réserver à la présentation de données structurées (résultats, etc.).
- Les appels de note de bas de page (petits chiffres en exposant, introduits par l'outil «  Source ») sont à placer entre la fin de phrase et le point final[comme ça].
- Les liens internes (vers d'autres articles de Wikipédia) sont à choisir avec parcimonie. Créez des liens vers des articles approfondissant le sujet. Les termes génériques sans rapport avec le sujet sont à éviter, ainsi que les répétitions de liens vers un même terme.
- Les liens externes sont à placer uniquement dans une section « Liens externes », à la fin de l'article. Ces liens sont à choisir avec parcimonie suivant les règles définies. Si un lien sert de source à l'article, son insertion dans le texte est à faire par les notes de bas de page.
- La présentation des références doit suivre les conventions bibliographiques. Il est recommandé d'utiliser les modèles {{Ouvrage}}, {{Chapitre}}, {{Article}}, {{Lien web}} et/ou {{Bibliographie}}. Le mode d'édition visuel peut mettre en forme automatiquement les références.
- Insérer une infobox (cadre d'informations à droite) n'est pas obligatoire pour parachever la mise en page.

Pour une aide détaillée, merci de consulter Aide:Wikification.
Si vous pensez que ces points ont été résolus, vous pouvez retirer ce bandeau et améliorer la mise en forme d'un autre article.
Abu Ahmad Wali 'l-Dawla Khalaf ibn Ahmad était l' émir saffaride du Sistan de 963 à 1002. Bien qu'il fût reconnu dans le monde islamique oriental comme un érudit, son règne fut caractérisé par la violence et l'instabilité, et le règne saffaride sur le Sistan prit fin avec sa déposition.

## Début de la vie
Khalaf naquit à la mi-novembre 937, fils d' Abu Ja'far Ahmad et de Banu, fille du deuxième émir saffaride, Amr ibn al-Layth, au Sistan. On sait peu de choses sur les vingt-six premières années de sa vie ; il passa vraisemblablement une grande partie de son temps à étudier. À partir de 957 ou 958 au plus tard, il fut reconnu comme héritier du trône et son nom figurait sur les pièces de monnaie de son père.

## Succession à l'Émirat
Fin mars 963, Abou Ja'far Ahmad fut assassiné à Zarang . Au moment de l'assassinat, Khalaf se trouvait hors de la capitale. Apprenant la mort de son père, il se rendit à cheval à Bust, dont le gouverneur lui apporta immédiatement son soutien. Peu après, il mena une armée contre Zarang, contrôlée par un rival saffaride nommé Abou Hafs b. Muhammad. Voyant l'armée de Khalaf, Abou Hafs s'enfuit de la capitale et se réfugia au Khorasan samanide , permettant à Khalaf d'entrer à Zarang.
Peu après sa proclamation comme émir, Khalaf proclama Abu'l-Husayn Tahir ibn Muhammad co-dirigeant. Abu'l-Husayn Tahir, descendant des Saffarides par sa mère, gouvernait Farah, mais il vint à Zarang après l'assassinat d'Abu Ja'far Ahmad. Khalaf l'installa au palais de Ya'qubi et fit inscrire son nom dans la khutba à côté du sien.
Un an après l'accession au pouvoir de Khalaf, une émeute éclata à Zarang. Menée par un chef ayyār et impliquant les factions de la ville, elle fut rapidement réprimée. Khalaf décida alors d'accomplir le pèlerinage et partit, laissant Abu'l-Husayn Tahir aux commandes.
Khalaf passa probablement un an en pèlerinage avant de revenir (965). Sur le chemin du retour, il s'arrêta à Bagdad , où l' émir bouyide Mu'izz al-Dawla lui accorda une audience auprès du calife abbasside al-Muti . Ce dernier le confirma dans son règne sur le Sistan et lui remit une robe d'honneur et un étendard. Khalaf, cependant, sentit qu'Abu'l-Husayn Tahir ne renoncerait pas volontairement au contrôle du Sistan à son retour. Il alla donc demander de l'aide aux Samanides et reçut une armée. De retour au Sistan, il força Abu'l-Husayn Tahir à battre en retraite. Cependant, dès que l'armée de Khalaf fut dissoute, Abu'l-Husayn Tahir revint, forçant Khalaf à solliciter à nouveau l'aide des Samanides. Le conflit prit fin brutalement avec la mort d'Abu'l-Husayn Tahir en 970 ; son fils Husayn déclara son allégeance aux Samanides et quitta temporairement le Sistan.  

## Conflit avec Husayn b. Abu'l-Husayn Tahir
Moins d'un an après la mort d'Abu'l-Husayn Tahir, son fils Husayn revendiquait l'émirat. De retour au Sistan, il prit rapidement le contrôle de Zarang fin 970/début 971. Lorsque Khalaf et ses forces avancèrent pour reprendre la capitale, Husayn quitta la ville et mena son armée contre lui. Lors de la bataille qui s'ensuivit, Khalaf remporta la victoire et plusieurs de ses commandants furent tués. Khalaf reprit Zarang en avril 971 et commença immédiatement à expulser les partisans de Husayn de la ville, forçant nombre d'entre eux à fuir vers le Khorasan.
La victoire de Khalaf ne fut que temporaire, car Hussein revint l'année suivante. Avec une armée comprenant des éléphants, il vainquit Khalaf et réoccupa Zarang. Un nouveau revers pour Khalaf survint lorsque les Samanides décidèrent de s'impliquer dans le conflit. Khalaf avait négligé d'envoyer le tribut habituel à l'émir samanide de Boukhara , et Hussein profita de l'intérêt de l'émir pour le conflit en quittant Zarang et en se rendant à Boukhara pour demander de l'aide (Khalaf, quant à lui, semble avoir été plus amical envers les Bouyides, incluant même le nom de l'émir bouyide 'Adud al-Dawla dans le khutba à un moment donné, peut-être pour tenter d'obtenir une aide militaire. Aucune trace d'intervention bouyide au Sistan à cette époque n'apparaît cependant). Une armée samanide fut envoyée pour soutenir Hussein ; Khalaf livra bataille, mais fut vaincu en août 979.
Hussein et ses alliés samanides encerclèrent alors Zarang, où Khalaf s'était réfugié après la bataille. Un siège, qui dura probablement trois ans, commença. Les forces de Khalaf tentèrent de nombreuses sorties, mais ne parvinrent pas à briser le siège ; les armées samanide et saffaride s'affrontèrent à plusieurs reprises, sans qu'aucune ne remporte de victoire décisive. L'émir samanide finit par envoyer un membre de la famille simjuride , Abu'l-Hasan Muhammad Simjuri, pour sortir de l'impasse. Grâce à son aide, une trêve fut conclue entre Hussein et Khalaf en 983. Hussein reçut Zarang et une grande partie du Sistan ; il entra dans la capitale et fit inscrire le nom de l'émir samanide dans la khutba. Khalaf quitta Zarang et s'installa dans la forteresse voisine de Taq, où il devait percevoir les revenus des terres de l'État et une partie des revenus de Zarang.
Cependant, dès qu'Abu'l-Hasan quitta le Sistan, Khalaf rompit la trêve et tenta de reprendre le Sistan. Hussein se barricada dans la citadelle, mais constata que ses provisions avaient été épuisées par les forces de Khalaf pendant les trois années de siège. Comprenant qu'il ne pourrait pas tenir longtemps, il contacta les Ghaznévides pour obtenir de l'aide. Le Sebuktigin ghaznévide se rendit au Sistan, mais Khalaf parvint à le soudoyer et finit par le convaincre de l'aider. N'ayant d'autre choix que de se rendre, Hussein envoya des émissaires pour négocier la paix. Un accord fut conclu le 25 décembre 983, et de nombreuses festivités furent organisées pour célébrer la paix. Hussein mourut peu après.

## Les dernières années
Khalaf était désormais le seul émir incontesté du Sistan pour la première fois depuis vingt ans. Au cours des années suivantes, il acquit la réputation d'être un grand érudit et d'encourager l'apprentissage dans son royaume. On dit également qu'il effectua un autre pèlerinage, bien que sa date soit incertaine. Lors de la déposition du calife al-Ta'i en 991 par le Bouyide Baha' al-Dawla , il reconnut le nouveau calife al-Qadir . Cela marqua une rupture entre lui et les Samanides, qui, avec leurs vassaux, les Ghaznévides, continuèrent de reconnaître al-Tai comme calife. Quoi qu'il en soit, c'est probablement al-Qadir qui donna à Khalaf son laqab de Wali 'l-Dawla .
Khalaf mena également une campagne pour reprendre Bust et Zamindawar . Ces villes avaient été pratiquement perdues par les Saffarides sous le règne d'Abu'l-Husayn Tahir ; les Turcs locaux étaient plus ou moins indépendants avant la conquête de la région par les Ghaznévides Sebuktigin vers 978. Khalaf occupa Bust en 986, tandis que Sebuktigin était occupé par sa propre campagne contre l' Hindoushah . Cependant, au retour des Ghaznévides, Khalaf fut contraint de rendre Bust et de restituer les impôts qu'il avait prélevés sur la ville.
Khalaf eut plusieurs fils ; les deux aînés, Abou Nasr et Abou'l-Fadl, moururent de mort naturelle. Le troisième, Amr, passa de nombreuses années à la cour de l'émir samanide à Boukhara. En 988, Amr fut renvoyé au Sistan, où son père l'accueillit chaleureusement. Quelques années plus tard, cependant, Amr prit part à une rébellion contre Khalaf. La rébellion fut rapidement réprimée et Amr fut emprisonné ; il mourut en prison peu après.
Après la tentative de prise de Bust, Khalaf et Sebuktigin semblent avoir entretenu de bonnes relations. Khalaf aurait participé à une campagne avec Sebuktigin et l' émir farighunide de Guzgan pour aider les Samanides à réprimer une rébellion au Khorasan. Cependant, à la mort de Sebuktigin en 997, ses deux fils, Mahmud et Ismaïl, se disputèrent pour savoir qui devait lui succéder. Khalaf y vit l'occasion de conquérir des territoires sur les Ghaznévides et envoya son quatrième fils, Tahir, prendre le Quhistan et Badghis en 998. Tahir fut vaincu à Baghdis par Bughrachuq, l'oncle de Mahmud, bien que ce dernier fût tué au combat.
Mahmud n'avait aucune intention de laisser cet assaut impuni. Il mena ses troupes au Sistan en l'an 1000 et piégea un Khalaf surpris, qui séjournait dans une station de montagne. Khalaf, dépourvu d'armée, dut payer une indemnité, faire précéder le nom de Mahmud du sien sur ses pièces de monnaie et inscrire le nom du Ghaznévide dans la khutba.
On rapporte que Tahir, le fils de Khalaf, aurait envahi le Kerman bouyide en 1000, sans toutefois parvenir à s'imposer durablement. Peu après, comme l'émir avant lui, il se rebella contre Khalaf. La rébellion prit fin avec la capture de Tahir ; il fut emprisonné et mourut peu après, en 1002. À la mort de Tahir, Khalaf n'avait plus d'héritiers dignes de ce nom.
Le règne de Khalaf était devenu de plus en plus impopulaire au fil des ans, particulièrement après la rébellion de Tahir. Après la mort de Tahir, le commandant de son armée envoya un message à Mahmud de Ghazna, annonçant que les habitants de Zarang souhaitaient qu'il devienne le souverain du Sistan. Mahmud répondit en envoyant une force avancée pour sécuriser le Sistan. Khalaf résista, se barricada à Taq et résista au siège des forces ghaznévides. Mahmud décida alors de venir personnellement en novembre 1002. L'armée de Mahmud fut renforcée par les habitants de Zarang, impatients de voir les Saffarides vaincus. En décembre 1002, Khalaf fut contraint de se rendre. Il fut envoyé à Farighunid Guzgan, où il vécut jusqu'en 1006 ou 1007. Des rumeurs selon lesquelles Khalaf était en contact avec les Karakhanides , avec lesquels Mahmud était en guerre à l'époque, aboutirent à son transfert au sud à Gardez , où il mourut en 1009. Le Sistan resta sous la domination ghaznavide jusqu'en 1029, lorsque la dynastie nasride prit le contrôle du pays.

## Sources
- (en) M.A.J. Beg, « The History of the Saffarids of Sistan and the Maliks of Nimruz (247/861 to 949/1542–3), by Clifford Edmond Bosworth. (Columbia Lectures on Iranian Studies, Number 8) 525 pages, foreword by Ehsan Yarshater, maps, select bibliography. Costa Mesa, CA: Mazda Publishers, 1994. $49.00 (Cloth) ISBN 1–56859-015–6 », Middle East Studies Association Bulletin, vol. 29, no 1,‎ juillet 1995, p. 85–86 (ISSN 0026-3184 et 2329-3233, DOI 10.1017/S0026318400030935, lire en ligne)